# Județul Arad
Județul Arad este situat în vestul României și cuprinde teritorii din Crișana și din Banat. Județul se întinde de o parte și de alta a Mureșului și a Crișului Alb. Se învecinează cu județul Bihor la nord și nord-est, cu județul Alba la est, cu județul Hunedoara la sud-est, cu județul Timiș la sud și cu Ungaria la vest. Suprafața pe care se întinde este de 7754 kmp. Din punct de vedere administrativ, Județul Arad  cuprinde, 10 orașe (din care 1 municipiu), 68 de comune și 270 de sate (2004).
Străbătut de râul Mureș, teritoriul său este cuprins în proporție de aproximativ 3/4 în regiunea Crișana, restul fiind în cadrul regiunii Banat. Reședința de județ se află la Arad.
În plan european, județul face parte din Euroregiunea DKMT.

Steagul județului Arad

## Populația
Județul Arad - evoluția demografică

|  | Graficele sunt indisponibile din cauza unor probleme tehnice. Mai multe informații se găsesc la Phabricator și la wiki-ul MediaWiki. |

Date: Recensăminte sau birourile de statistică - grafică realizată de Wikipedia

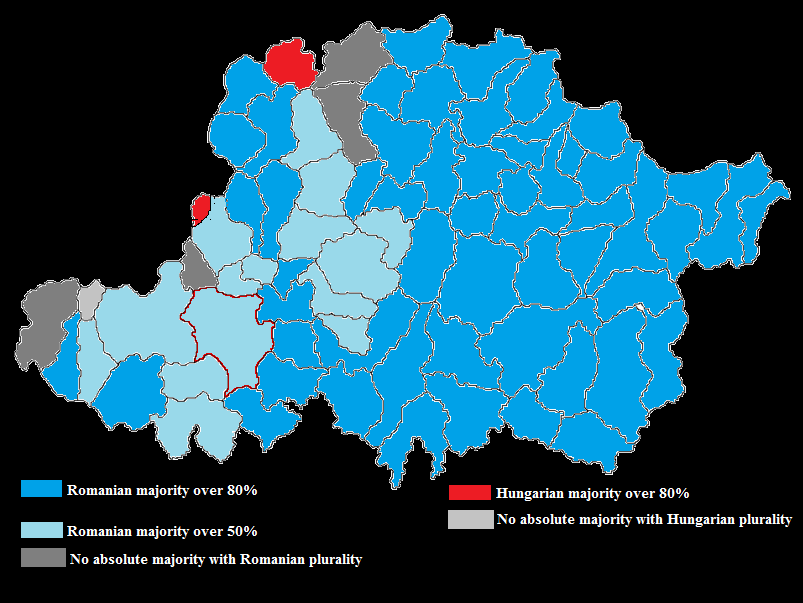
Harta etnică a Județului Arad, bazată pe recensâmăntul din 2011.

Conform recensământului din anul 2002, județul Arad avea o populație de 461.791 și o densitate de 59,5 locuitori pe kilometru pătrat, sub media națională de densitate (93/km²), dintre care 222.248 bărbați și 239.543 femei. Durata medie a vieții pe perioada 2001-2003 a fost de 70,35 (66,92 la bărbați, respectiv 73,85 la femei). Populația la diferite recensământuri: 1930=488.360 loc.; 1948=476.210 loc.; 1956=418.248 loc.; 1966=418.250 loc.; 1972=494.828 loc.
După etnie, populația județului era formată în 2002 din:
- Români: 84,72%
- Maghiari: 10,45%
- Țigani/Romi: 1,94%
- Slovaci: 1,18%
- Germani: 0,87%
- Ucraineni: 0,29%
- Sârbi: 0,19%

În anul 2011 populația județului era formată din următoarele etnii Recensământul Populației și al Locuințelor (2011) Arhivat în 23 iunie 2013, la Wayback Machine.:
- Români : 343.163 persoane (83,9%)
- Maghiari: 37.067 persoane (9,1%)
- Țigani (romi): 16.546 persoane (4%)
- Slovaci: 4.444 persoane (1,1%)
- Germani : 2.956 persoane (0,8%)
- Ucraineni: 1.295 persoane (0,3%)
- Sârbi: 875 persoane (0,2%)
- Bulgari: 557 persoane (0,1%)
- Alte etnii: 1190 persoane (0,3%)
- Nedeclarați: 0,2%  Arhivat în 23 iunie 2013, la Wayback Machine.

Conform Recensământului din 2021 județul Arad are o populație de 410.143 locuitori dintre care români 317.713 (77,46%), maghiari 25.731 (6.27%), romi 16.747 (4,08%), slovaci 3.310 (0,81%), germani 2.000 (0,49%), ucraineni 941 (0,23%), bulgari 510 (0,12%), sârbi 510 (0,12%), alte etnii 1.380 (0,35%) și necunoscută 41.301 (10,07)%.

## Geografie
Situat în vestul României, județul Arad se întinde pe sectoarele estice ale Câmpiei Panonice (Câmpia Aradului, Câmpia Înaltă a Vingăi, Câmpia Crișurilor, Câmpia Cermeiului). Ca formațiune orografică, apare depresiunea golf specifică Munților Apuseni (Depresiunea Zărandului). O particularitate o constituie trecerea bruscă de la câmpie la munte, nuanțată în mod special prin contactul dintre Munții Zărandului și Câmpia Aradului și cel dintre Câmpia Cermeiului și Munții Codru-Moma în vest. Punctele extreme sunt: 20°45’ long. E (Nădlac la vest) și 22°39’ (Târnăvița la est) long. E, respectiv 45°58’ (Labașinț la sud) și 46°38’ latitudine nordică (Berechiu la nord).
Județul se învecinează:
- la nord cu județul Bihor,
- la est cu județele Alba și Hunedoara,
- la sud cu județul Timiș, și
- la vest cu județele Csongrád și Békés din Ungaria.

Relieful din punctul de vedere al regimului înălțimii coboară în trepte dinspre est spre vest:
- Munții Zărand, Munții Codru-Moma și porțiuni din Masivul Bihor (Găina)
- Altitudinea maximă: Vârful Găina 1486 m (aflat la întretăierea a 3 județe în Masivul Bihor, vf. Pleșu 1112 m în Munții Codru-Moma
- Dealurile de Vest (Dealurile piemontane ale Zărandului și Beliu-Cermei, Dealurile Lipovei)
- Câmpia Aradului, Câmpia joasă a Mureșului, Câmpia înaltă a Vingăi și Câmpia Crișurilor (Crișului Alb, Crișului Negru)

### Arii Protejate
- Parcul Natural Lunca Mureșului
- Rezervația naturală Prundul Mare
- Rezervația naturală Runcu Groși

### Rețeaua hidrografică
- Râul Mureș cu afluenții săi: Valea Corbesti, Troas, Bârzava, Milova, Cladova, etc.
- Crișul Alb cu afluenții săi: Halmagel, Leuci, Tacasele, Cremenoasa, Zimbru, Valea Deznei, Valea Monesei, Talagiu, Hontisor, Chisindia, Cigher, etc. 
  - Canale: Morilor, Matca.
- Crișul Negru cu afluentul său Teuz
- Principalele lacuri: Tauț (lac de acumulare), Seleuș, Cermei, Rovine și Balta Țiganilor (heleștee).

## Politica

Harta politică a județului, conform alegerilor locale din 2024.

Județul Arad este administrat de un consiliu județean format din 32 consilieri. În urma alegerilor locale din 2024, consiliul este prezidat de Iustin-Marinel Cionca-Arghir[*] de la PNL, iar componența politică a Consiliului este următoarea:
|  | Partid                                 | Consilieri | Componența Consiliului | Componența Consiliului | Componența Consiliului | Componența Consiliului | Componența Consiliului | Componența Consiliului | Componența Consiliului | Componența Consiliului | Componența Consiliului | Componența Consiliului | Componența Consiliului | Componența Consiliului | Componența Consiliului |
|  | -------------------------------------- | ---------- | ---------------------- | ---------------------- | ---------------------- | ---------------------- | ---------------------- | ---------------------- | ---------------------- | ---------------------- | ---------------------- | ---------------------- | ---------------------- | ---------------------- | ---------------------- |
|  | Partidul Național Liberal              | 13         |                        |                        |                        |                        |                        |                        |                        |                        |                        |                        |                        |                        |                        |
|  | Partidul Social Democrat               | 9          |                        |                        |                        |                        |                        |                        |                        |                        |                        |                        |                        |                        |                        |
|  | Alianța pentru Unirea Românilor        | 5          |                        |                        |                        |                        |                        |                        |                        |                        |                        |                        |                        |                        |                        |
|  | Alianța Dreapta Unită                  | 3          |                        |                        |                        |                        |                        |                        |                        |                        |                        |                        |                        |                        |                        |
|  | Uniunea Democrată Maghiară din România | 2          |                        |                        |                        |                        |                        |                        |                        |                        |                        |                        |                        |                        |                        |

## Diviziuni administrative

### Metropola Arad – Timișoara

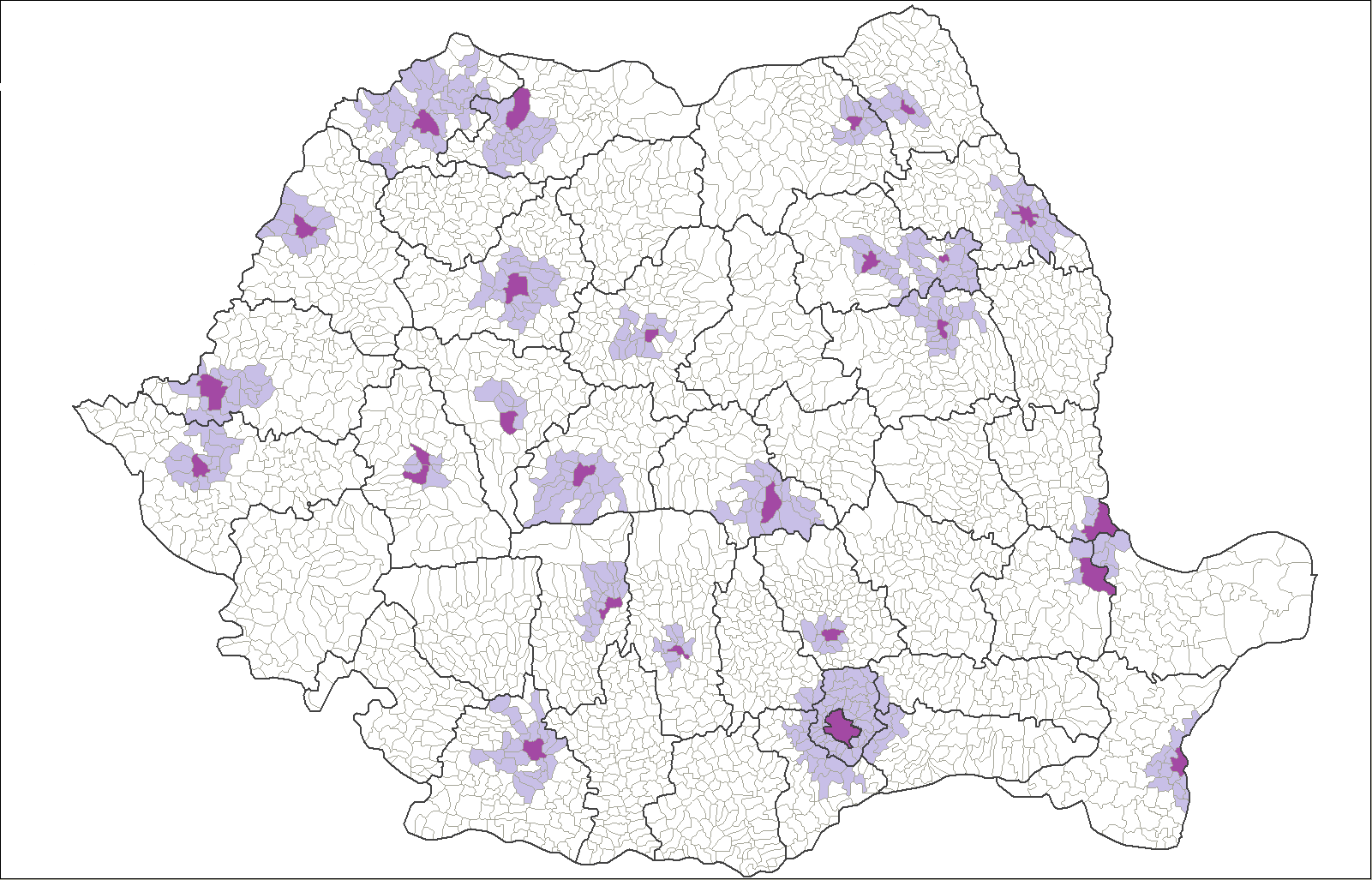
Zonele metropolitane din România. Conurbația Timișoara–Arad (Vest) este cea mai mare aglomerare urbană pe axa București–Budapesta–Belgrad (peste 800.000 de locuitori) - o zonă de polarizare cu impact direct asupra dezvoltării economice și urbane din Europa Centrală și de Est

În data de 2 August 2016 s-a semnat actul oficial de înființare al metropolei Arad – Timișoara, parte a strategiei integrate de dezvoltare durabilă Timișoara Vision 2030, elaborată de Banca Mondială, Eurostat, și de Agenția de Dezvoltare Regională Vest din România.
Proiectul a implicat unirea celor două zone metropolitane într-o unitate administrativ-teritorială unitară, cu rol de hub de transport, investițional, cultural, turistic, medical și educațional în euroregiunea Dunăre-Criș-Mureș-Tisa.
Populația aglomerării urbane are 805.000 de locuitori, și este cel mai dezvoltat pol socio-economic al Europei pe axa București–Budapesta–Belgrad.

### Localități
Județul este format din 78 unități administrativ-teritoriale: 1 municipiu, 9 orașe și 68 de comune.
Lista de mai jos conține unitățile administrativ-teritoriale din județul Arad.
| Stemă              | Nume               | Tip de localitate            | Populație          | Imagine            |
| Municipii și orașe | Municipii și orașe | Municipii și orașe           | Municipii și orașe | Municipii și orașe |
| ------------------ | ------------------ | ---------------------------- | ------------------ | ------------------ |
|                    | Arad               | municipiu reședință de județ | 159.074            |                    |
|                    | Chișineu-Criș      | oraș                         | 7.987              |                    |
|                    | Curtici            | oraș                         | 7.453              |                    |
|                    | Ineu               | oraș                         | 9.260              |                    |
|                    | Lipova             | oraș                         | 10.313             |                    |
|                    | Nădlac             | oraș                         | 7.398              |                    |
|                    | Pecica             | oraș                         | 12.762             |                    |
|                    | Pâncota            | oraș                         | 6.946              |                    |
|                    | Sebiș              | oraș                         | 5.979              |                    |
|                    | Sântana            | oraș                         | 11.428             |                    |
| Comune             |                    |                              |                    |                    |
|                    | Almaș              | comună                       | 2.532              |                    |
|                    | Apateu             | comună                       | 3.176              |                    |
|                    | Archiș             | comună                       | 1.515              |                    |
|                    | Bata               | comună                       | 1.088              |                    |
|                    | Beliu              | comună                       | 3.057              |                    |
|                    | Birchiș            | comună                       | 1.854              |                    |
|                    | Bocsig             | comună                       | 3.231              |                    |
|                    | Brazii             | comună                       | 1.155              |                    |
|                    | Buteni             | comună                       | 3.403              |                    |
|                    | Bârsa              | comună                       | 1.791              |                    |
|                    | Bârzava            | comună                       | 2.707              |                    |
|                    | Cermei             | comună                       | 2.722              |                    |
|                    | Chisindia          | comună                       | 1.340              |                    |
|                    | Conop              | comună                       | 2.258              |                    |
|                    | Covăsânț           | comună                       | 2.573              |                    |
|                    | Craiva             | comună                       | 2.880              |                    |
|                    | Cărand             | comună                       | 1.036              |                    |
|                    | Dezna              | comună                       | 1.198              |                    |
|                    | Dieci              | comună                       | 1.490              |                    |
|                    | Dorobanți          | comună                       | 1.635              |                    |
|                    | Felnac             | comună                       | 2.931              |                    |
|                    | Frumușeni          | comună                       | 2.543              |                    |
|                    | Fântânele          | comună                       | 3.090              |                    |
|                    | Ghioroc            | comună                       | 3.790              |                    |
|                    | Grăniceri          | comună                       | 2.254              |                    |
|                    | Gurahonț           | comună                       | 3.973              |                    |
|                    | Hălmagiu           | comună                       | 2.852              |                    |
|                    | Hălmăgel           | comună                       | 1.305              |                    |
|                    | Hășmaș             | comună                       | 1.300              |                    |
|                    | Ignești            | comună                       | 679                |                    |
|                    | Iratoșu            | comună                       | 2.395              |                    |
|                    | Livada             | comună                       | 2.960              |                    |
|                    | Macea              | comună                       | 5.762              |                    |
|                    | Mișca              | comună                       | 3.733              |                    |
|                    | Moneasa            | comună                       | 864                |                    |
|                    | Olari              | comună                       | 1.937              |                    |
|                    | Peregu Mare        | comună                       | 1.625              |                    |
|                    | Petriș             | comună                       | 1.525              |                    |
|                    | Pilu               | comună                       | 2.060              |                    |
|                    | Pleșcuța           | comună                       | 1.219              |                    |
|                    | Păuliș             | comună                       | 4.120              |                    |
|                    | Secusigiu          | comună                       | 5.509              |                    |
|                    | Seleuș             | comună                       | 3.044              |                    |
|                    | Semlac             | comună                       | 3.667              |                    |
|                    | Sintea Mare        | comună                       | 3.742              |                    |
|                    | Socodor            | comună                       | 2.367              |                    |
|                    | Săvârșin           | comună                       | 2.890              |                    |
|                    | Tauț               | comună                       | 1.779              |                    |
|                    | Târnova            | comună                       | 5.935              |                    |
|                    | Ususău             | comună                       | 1.392              |                    |
|                    | Vinga              | comună                       | 6.150              |                    |
|                    | Vladimirescu       | comună                       | 10.710             |                    |
|                    | Vârfurile          | comună                       | 2.715              |                    |
|                    | Vărădia de Mureș   | comună                       | 1.755              |                    |
|                    | Zerind             | comună                       | 1.320              |                    |
|                    | Zimandu Nou        | comună                       | 4.657              |                    |
|                    | Zăbrani            | comună                       | 4.251              |                    |
|                    | Zădăreni           | comună                       | 2.495              |                    |
|                    | Zărand             | comună                       | 2.677              |                    |
|                    | Șagu               | comună                       | 3.776              |                    |
|                    | Șeitin             | comună                       | 2.936              |                    |
|                    | Șepreuș            | comună                       | 2.481              |                    |
|                    | Șicula             | comună                       | 4.301              |                    |
|                    | Șilindia           | comună                       | 904                |                    |
|                    | Șimand             | comună                       | 3.982              |                    |
|                    | Șiria              | comună                       | 8.103              |                    |
|                    | Șiștarovăț         | comună                       | 358                |                    |
|                    | Șofronea           | comună                       | 2.575              |                    |

## Economie
Împreună cu Județul Timiș formează una din cele mai dezvoltate regiuni din România. Mulțumită apropierii sale de graniță, județul atrage un număr mare de investitori străini. 

### Agricultura
Potențialul agricol este bine pus în valoare, câmpiile Aradului fiind considerate excelente pentru cultivarea cerealelor și legumelor. Apa din județul Arad este cea mai bună din țară.

### Industria
Județul Arad este al cincilea județ din țară în privința numărului de firme cu capital străin nou înființate. În Arad există zone industriale, parcuri industriale private iar în Curtici o zonă liberă. Zonele industriale din Arad:
- Zona Industrială Est înființată în 2001 cu o suprafață de 20 hectare, situat pe DN1
- Zona Industrială Nord înființată în 2004 cu o suprafață de 110 hectare, cu acces de pe centura municipiului Arad
- Zona Industrială Sud/Zădăreni înființată  tot în 2004 de 150 hectare

Industriile predominante din județ sunt:
- Industria alimentară
- Industria textilă
- Industria de componente și accesorii auto
- Industria prelucrării lemnului

### Parcul fotovoltaic
O companie din Spania construiește la Sebiș cel mai mare parc fotovoltaic din România în valoare de 100.000.000 Euro.

### Turism

#### Monumente istorice
Principalele destinații turistice sunt:
- Cetatea de piatră Șiria ( 1331), cu statut de cetate regală. Printre ocupanții ei s-au numărat Iancu de Hunedoara, regele Sigismund de Luxemburg, despotul sârb George Brâncovici, Matei Corvin, familia Báthory.
- Cetatea de piatră Șoimoș ( 1278 ) - Lipova Arhivat în 12 mai 2009, la Wayback Machine.
- Cetatea Agriș ( 1400 )
- Cetatea Deznei
- Cetatea Ineului
- Cetatea Șoimoș din Lipova
- Fortăreața Tauț (sec XII )-ruine
- Cetatea Aradului, singura cetate din Transilvania, construită în stil Vauban, păstrată intactă, din a  doua jumătate a secolului al XVIII-lea
- Casa Waldstein din Sebiș
- Castelul Bohus ( sec XIX ), Șiria,  construit în stil neoclasic, actualmente muzeul Ioan Slavici
- Castelul Brazi, construit în stil neoclasic( 1800 )
- Castelul Bulci/Mocioni( sec XIX )
- Castelul din Buteni
- Castelul Csernovics din Șimand
- Castelul Dietrich-Sukowski din Pâncota
- Castelul din Gurahonț
- Castelul Keszony din Curtici (1769)
- Castelul Kover-Appel din Fântânele
- Castelul din Conop ( sec XVIII ), a aparținut familiei nobiliare maghiare Knopi, situat în localitatea Odvoș, comuna Conop
- Castelul Curtici ( 1769 )
- Castelul Macea, însoțit de o frumoasă grădină botanică
- Castelul Mocioni-Teleki din Căpâlnaș
- Castelul Purgly din Șofronea (1889)
- Castelul Salbek din Petriș
- Castelul Săvârșin (1870)- domeniu regal
- Castelul Șiria ( secXVII ), construit în stil baroc - Galșa din Șiria
- Castelul Solymosy din Mocrea
- Castelul din Șepreuș
- Monumentul ostașilor români - Arad
- Monumentul eroilor - Păuliș

#### Festivaluri
Festivalul de Muzică de la Sebiș are loc anual în luna iunie începând cu anul 1999.
De asemenea, Festivalul Clătitelor (gastronomic) de la Moneasa

### Edificii religioase
- Mănăstirea Hodoș - Bodrog din Bodrogul Nou, cea mai veche așezare monastică din țara noastră, cu viața monahală neîntreruptă. Prima atestare documentară cunoscută, este din anul 1177. Aici se găsesc valoroase picturi, numeroase manuscrise și alte piese muzeistice
- Mănăstirea Bezdin (1334)
- Biserica sârbească Arad (1698), construită în stil baroc
- Mănăstirea franciscană din Radna (1756)
- Mănăstirea Sf. Simion (1760-1762) - Arad Gai
- Biserici de lemn - Buceava, Groșii Noi, Hălmagiu, Săvârșin.
- Biserica Română Unită din Arad

### Etnografie
Țara Zărandului este una dintre cele mai renumite zone etnografice din țară. În localități precum Bata, Bârzava, Căpâlnaș, Buteni,  se conservă piese de valoare și originalitate inestimabilă.